# Saison 2016 de l'équipe cycliste Fortuneo-Vital Concept
La saison 2016 de l'équipe cycliste Fortuneo-Vital Concept est la douzième de cette équipe.

## Préparation de la saison 2016

### Arrivées et départs
| Arrivées             | Équipe 2015      |
| -------------------- | ---------------- |
| Franck Bonnamour     | BIC 2000         |
| Vegard Breen         | Lotto-Belisol    |
| Élie Gesbert         | Pays de Dinan    |
| Julien Loubet        | Marseille 13 KTM |
| Francis Mourey       | FDJ              |
| Chris Anker Sørensen | Tinkoff-Saxo     |
| Steven Tronet        | Auber 93         |
| Boris Vallée         | Lotto-Belisol    |

| Départs            | Équipe 2016                  |
| ------------------ | ---------------------------- |
| Matthieu Boulo     | Raleigh GAC                  |
| Romain Feillu      | HP BTP-Auber 93              |
| Florian Guillou    | retraite                     |
| Christophe Laborie | Delko-Marseille Provence-KTM |

## Déroulement de la saison

### Pré-saison et début de saison
Un premier rassemblement préparatoire à la saison 2016 est effectué par l'équipe Fortuneo-Vital Concept au domaine du Cicé-Blossac, à proximité de Rennes, en novembre 2015. L'ensemble des coureurs de l'équipe de 2016 est présent, sauf Jean-Marc Bideau qui est en convalescence à la suite d'une fracture en octobre, et Eduardo Sepulveda qui est en Argentine, son pays natal, jusqu'au Tour de San Luis en janvier où il retrouve ses coéquipiers sélectionnés pour cette épreuve. Un autre stage se déroule à Salou en Espagne en décembre.

## Coureurs et encadrement technique

### Effectif

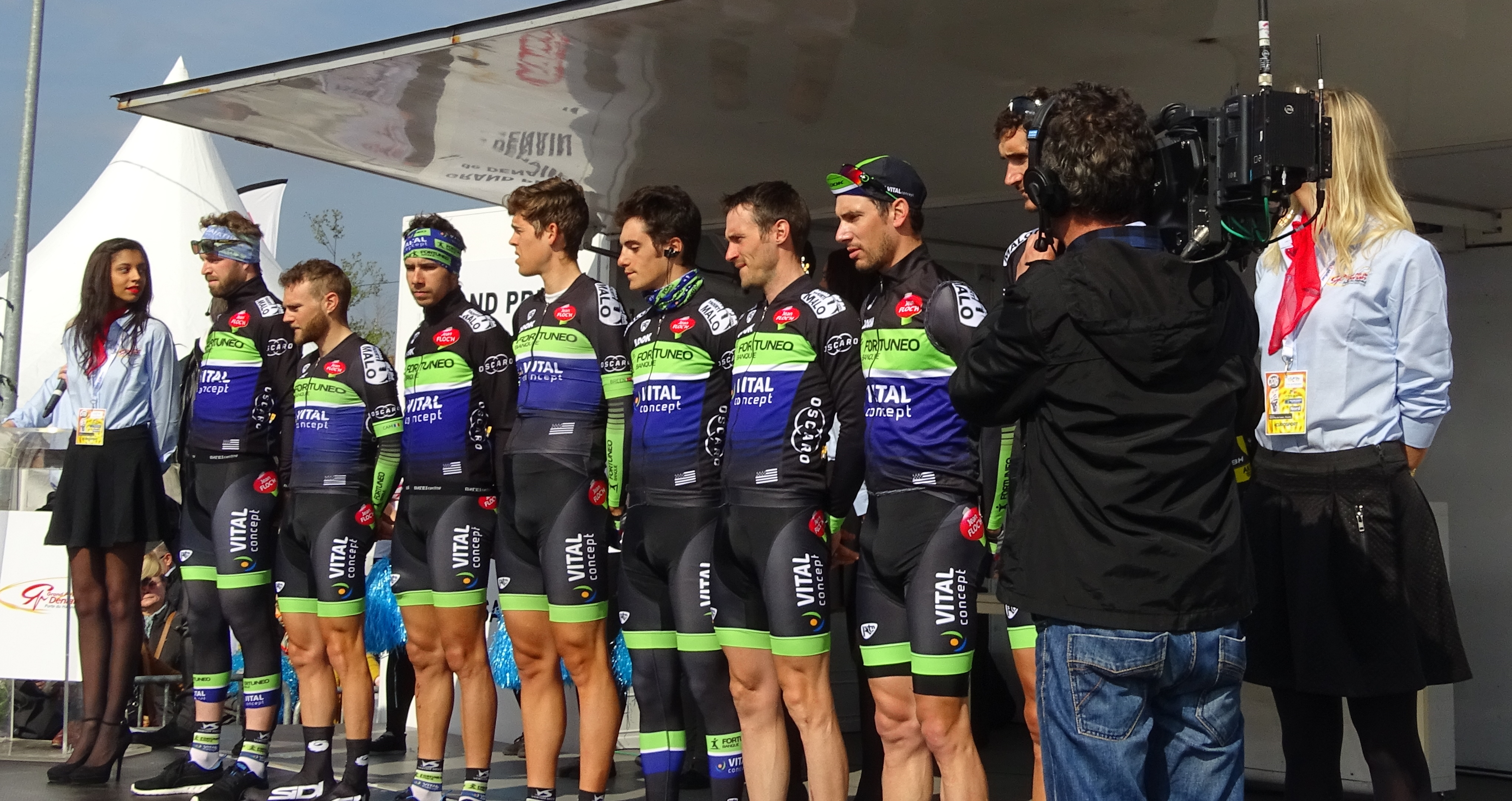
Daniel McLay, Maxime Cam, Benoît Jarrier, Vegard Breen, Franck Bonnamour, Florian Vachon, Julien Loubet et Brice Feillu (caché) lors du Grand Prix de Denain.

| Cycliste             | Date de naissance | Nationalité | Équipe 2015                  |  |
| -------------------- | ----------------- | ----------- | ---------------------------- |  |
| Jean-Marc Bideau     | 8 avril 1984      | France      | Bretagne-Séché Environnement |  |
| Franck Bonnamour     | 20 juin 1995      | France      | BIC 2000                     |  |
| Vegard Breen         | 8 février 1990    | Norvège     | Lotto-Belisol                |  |
| Frédéric Brun        | 18 août 1988      | France      | Bretagne-Séché Environnement |  |
| Maxime Cam           | 9 juillet 1992    | France      | Bretagne-Séché Environnement |  |
| Anthony Delaplace    | 11 septembre 1989 | France      | Bretagne-Séché Environnement |  |
| Pierrick Fédrigo     | 30 novembre 1978  | France      | Bretagne-Séché Environnement |  |
| Brice Feillu         | 26 juillet 1985   | France      | Bretagne-Séché Environnement |  |
| Armindo Fonseca      | 1er mai 1989      | France      | Bretagne-Séché Environnement |  |
| Arnaud Gérard        | 6 octobre 1984    | France      | Bretagne-Séché Environnement |  |
| Élie Gesbert         | 1er juillet 1995  | France      | Pays de Dinan                |  |
| Jonathan Hivert      | 23 mars 1985      | France      | Bretagne-Séché Environnement |  |
| Yauheni Hutarovich   | 29 novembre 1983  | Biélorussie | Bretagne-Séché Environnement |  |
| Benoît Jarrier       | 1er février 1989  | France      | Bretagne-Séché Environnement |  |
| Kévin Ledanois       | 13 juillet 1993   | France      | Bretagne-Séché Environnement |  |
| Julien Loubet        | 11 janvier 1985   | France      | Marseille 13 KTM             |  |
| Daniel McLay         | 3 janvier 1992    | Royaume-Uni | Bretagne-Séché Environnement |  |
| Francis Mourey       | 8 décembre 1980   | France      | FDJ                          |  |
| Pierre-Luc Périchon  | 4 janvier 1987    | France      | Bretagne-Séché Environnement |  |
| Eduardo Sepúlveda    | 13 juin 1991      | Argentine   | Bretagne-Séché Environnement |  |
| Chris Anker Sørensen | 5 septembre 1984  | Danemark    | Tinkoff-Saxo                 |  |
| Steven Tronet        | 14 octobre 1986   | France      | Auber 93                     |  |
| Florian Vachon       | 2 janvier 1985    | France      | Bretagne-Séché Environnement |  |
| Boris Vallée         | 3 juin 1993       | Belgique    | Lotto-Belisol                |  |
| Stagiaire            | Date de naissance | Nationalité | Équipe 2016                  |  |
| Camille Guérin       | 2 octobre 1994    | France      | VC Pays de Loudéac           |  |
| Justin Mottier       | 14 septembre 1993 | France      | VC Pays de Loudéac           |  |

Portraits
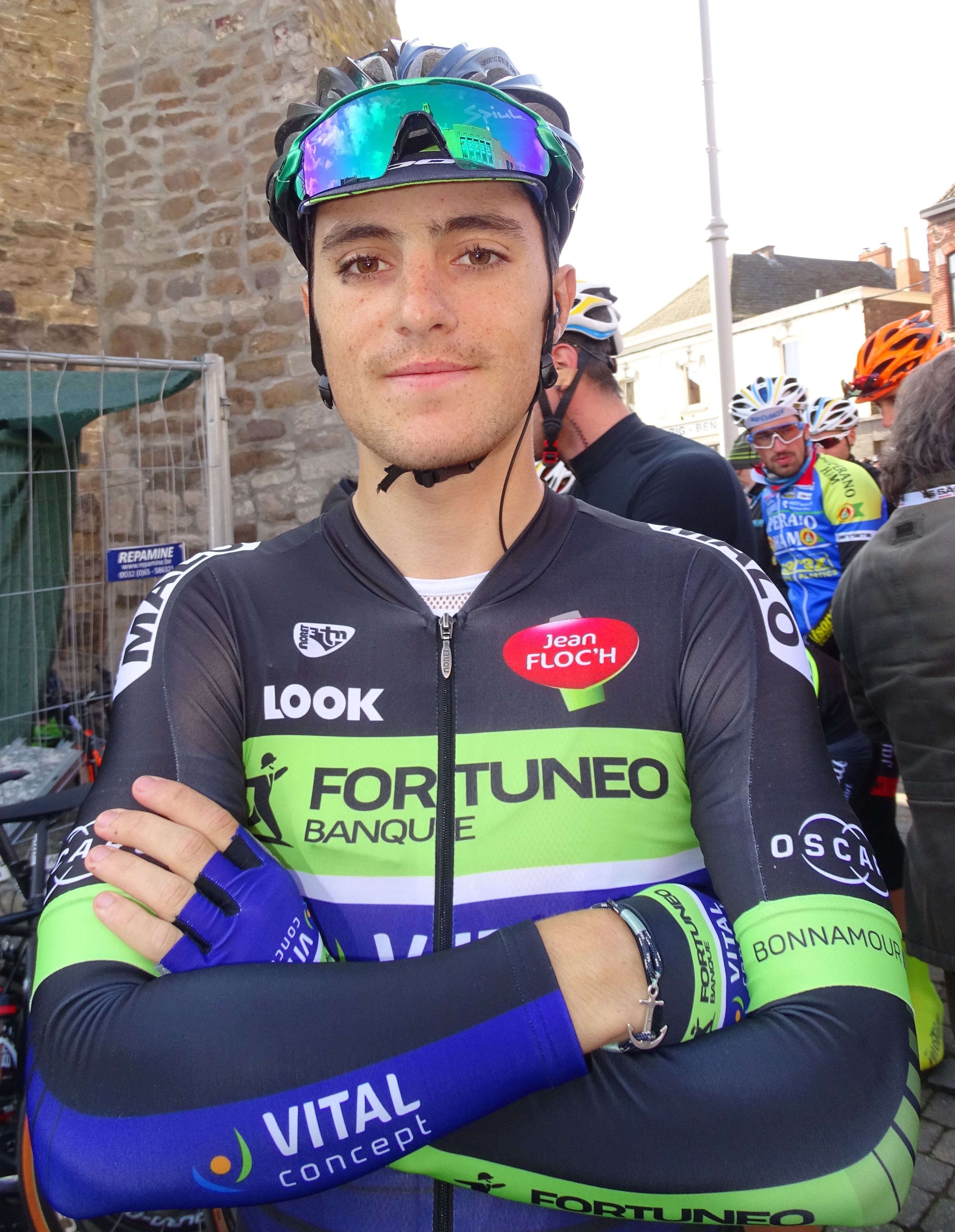
Franck Bonnamour.
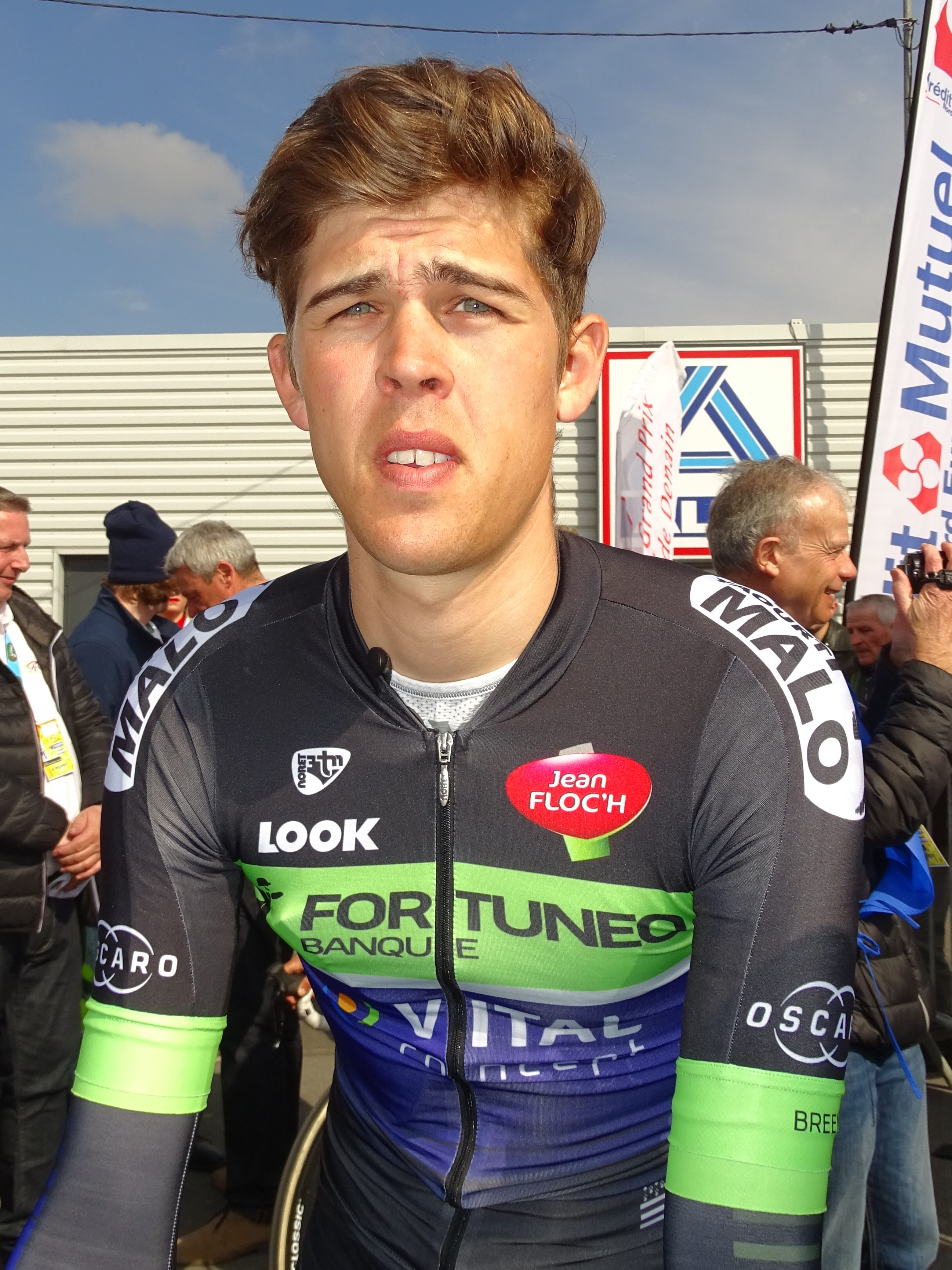
Vegard Breen.
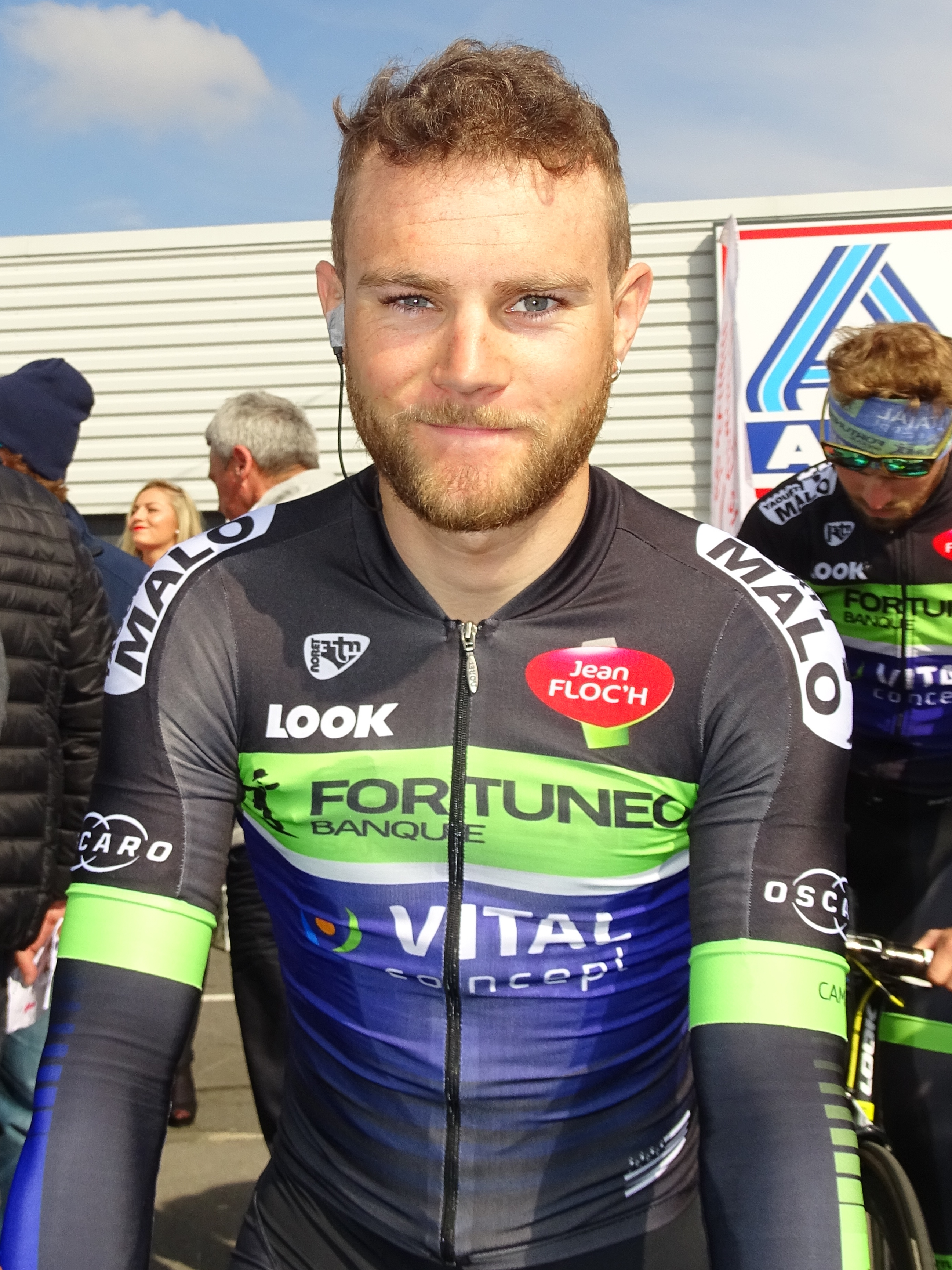
Maxime Cam.
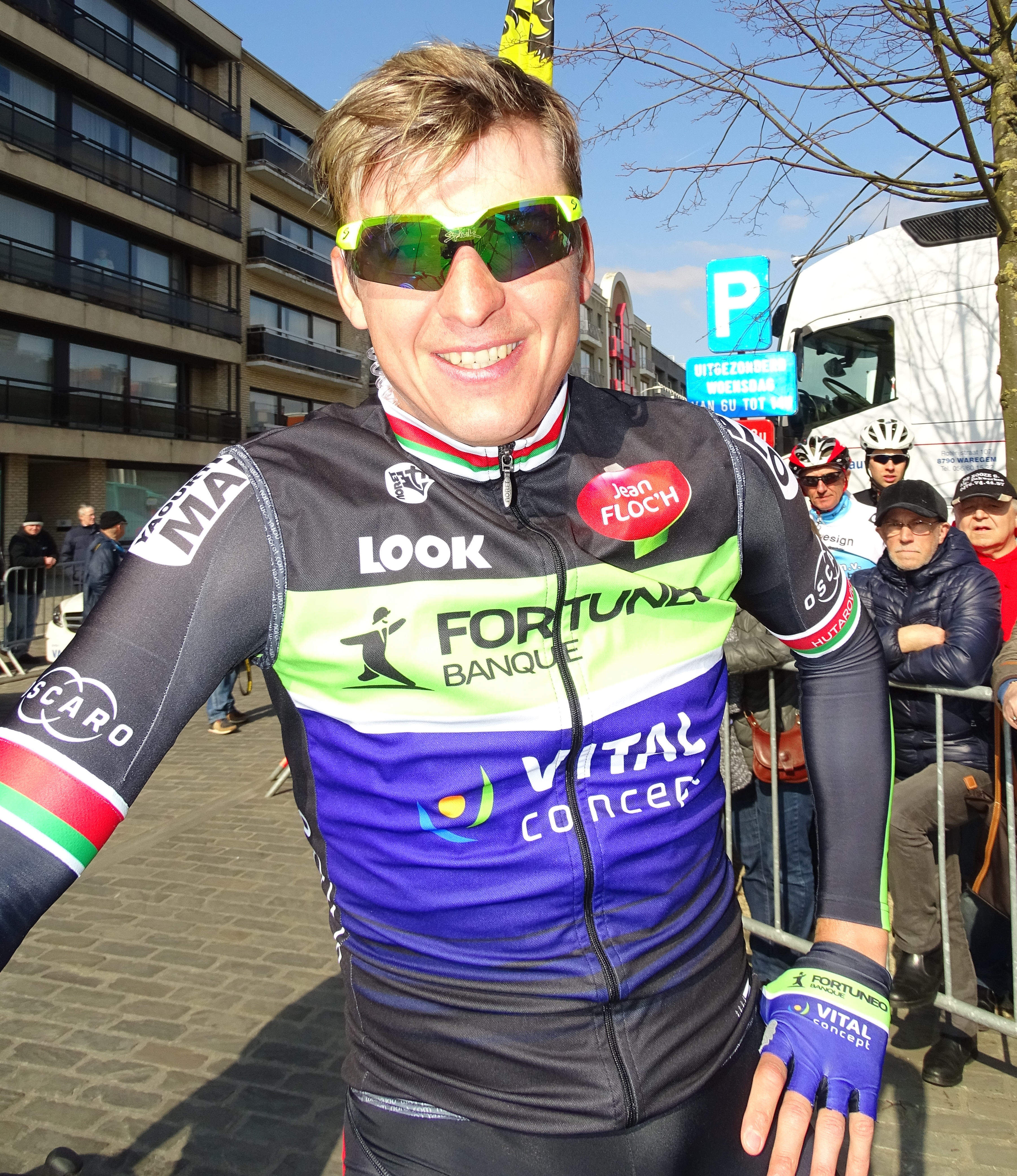
Yauheni Hutarovich.
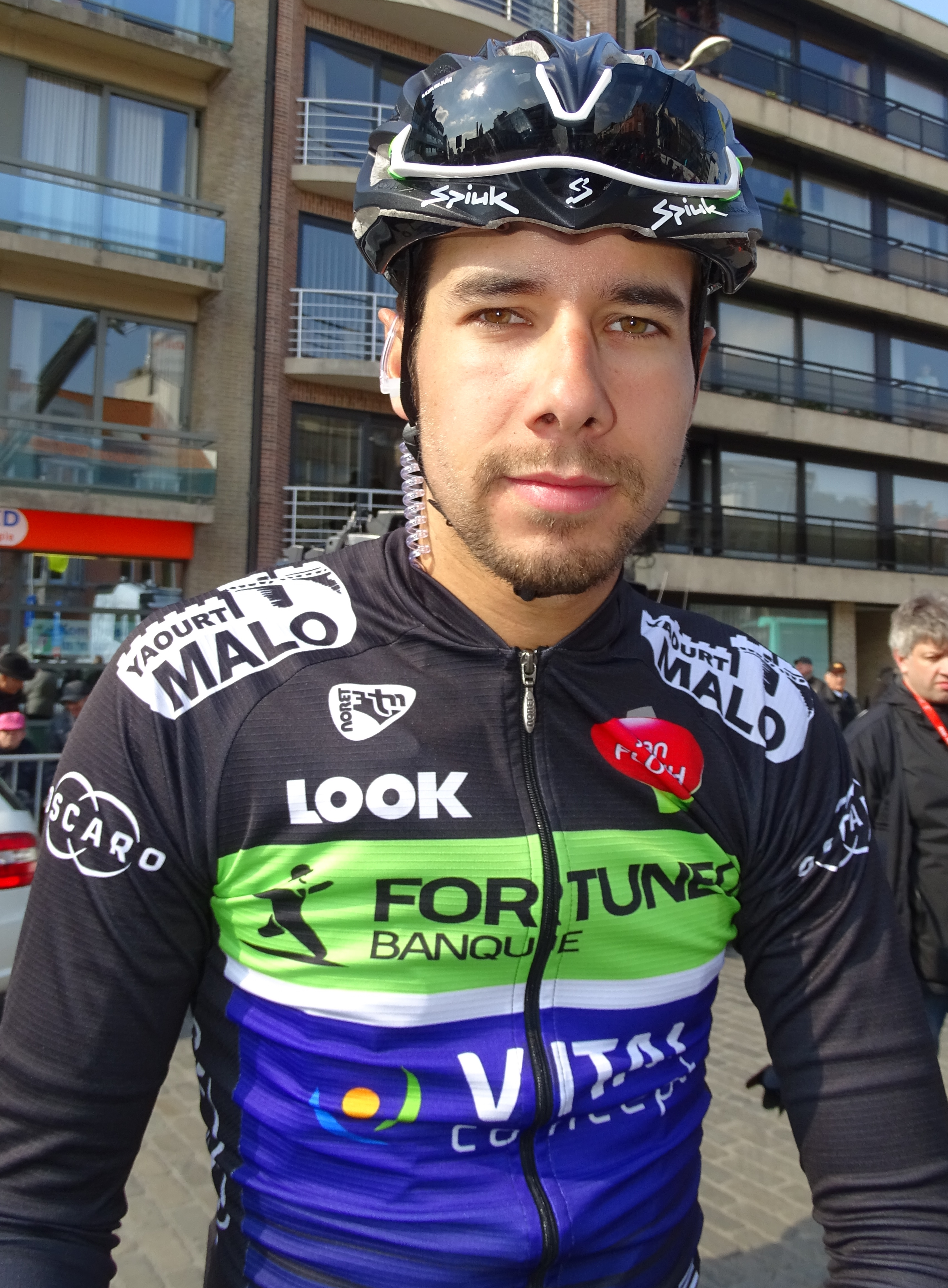
Benoît Jarrier.
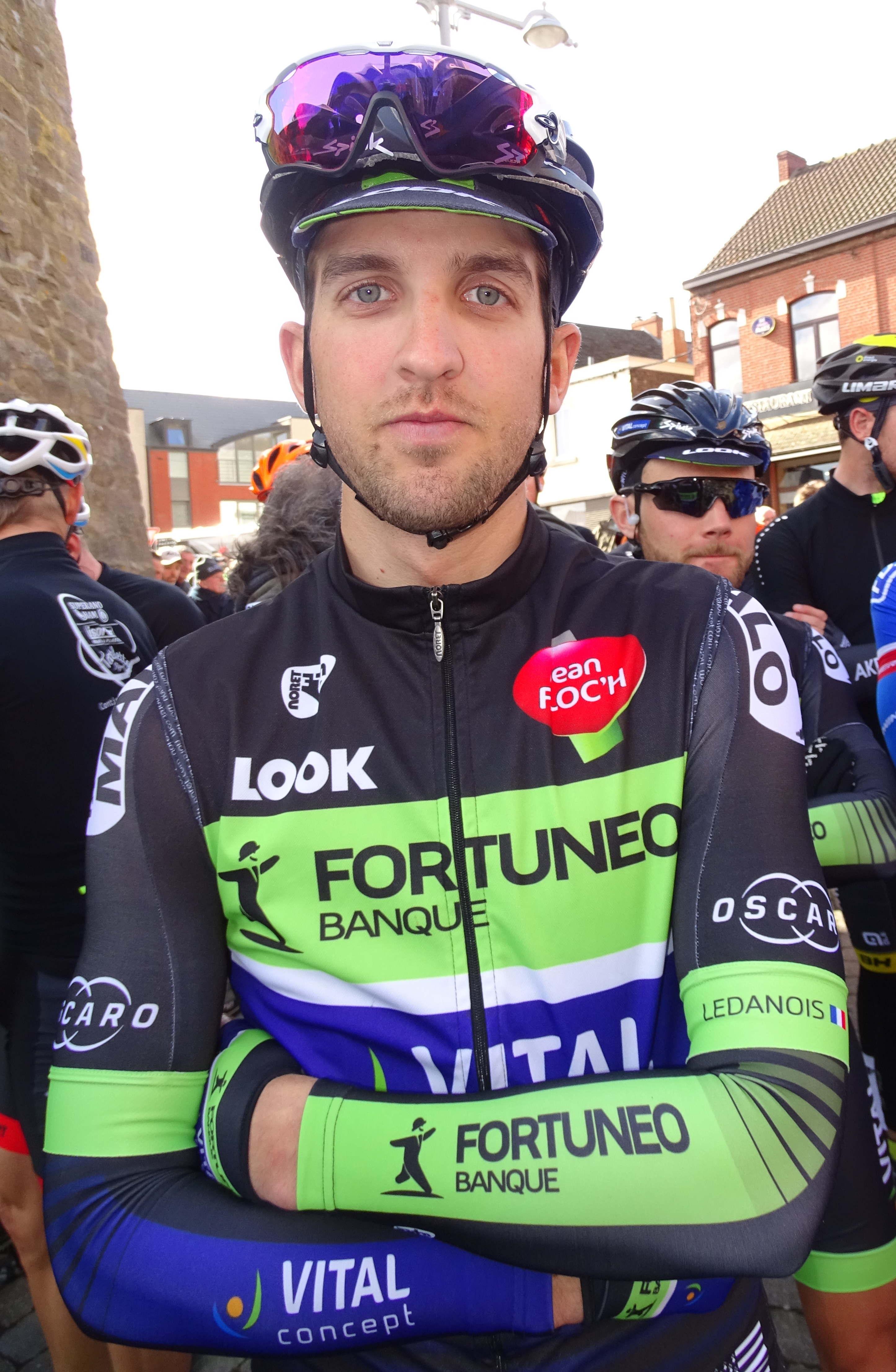
Kévin Ledanois.
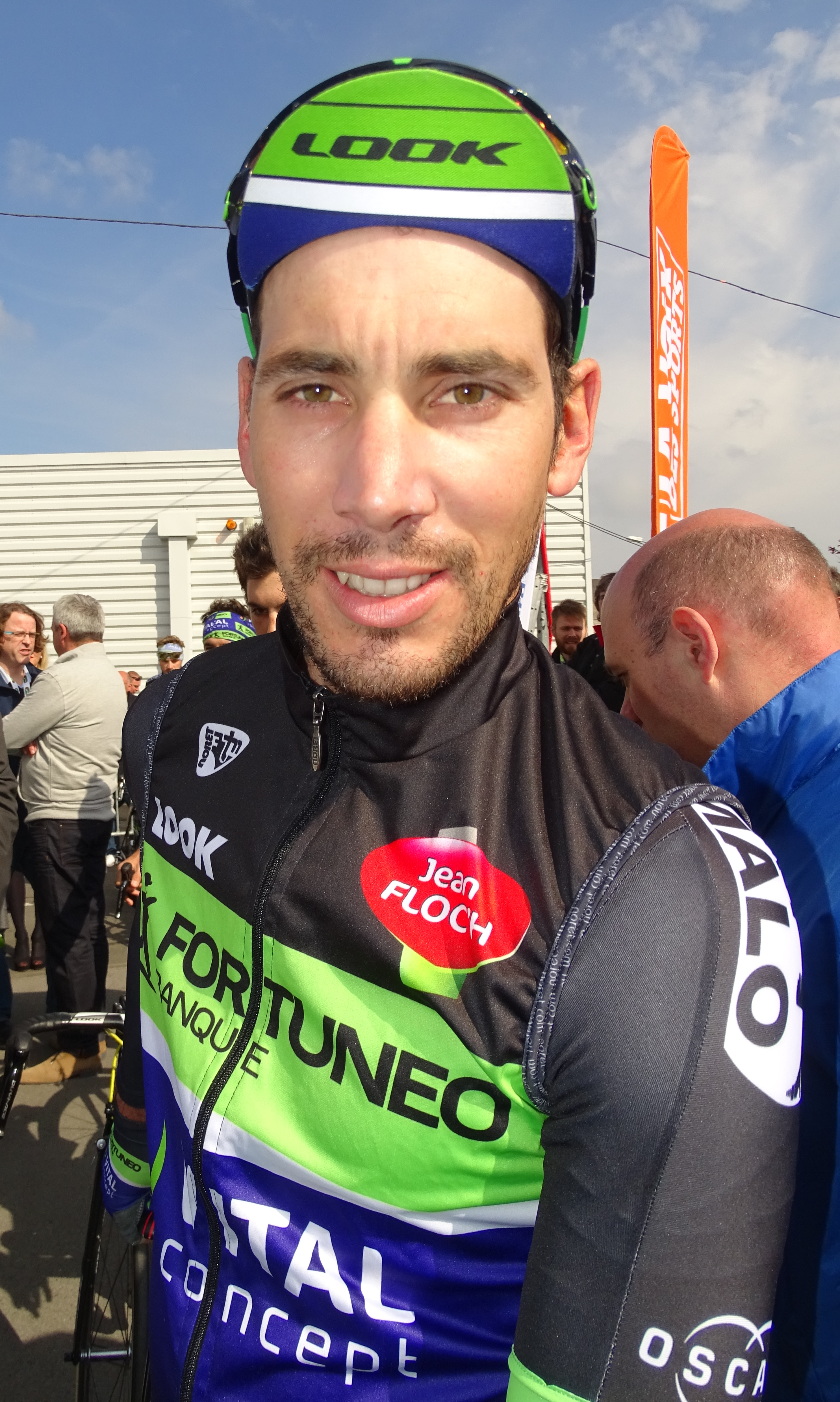
Julien Loubet.
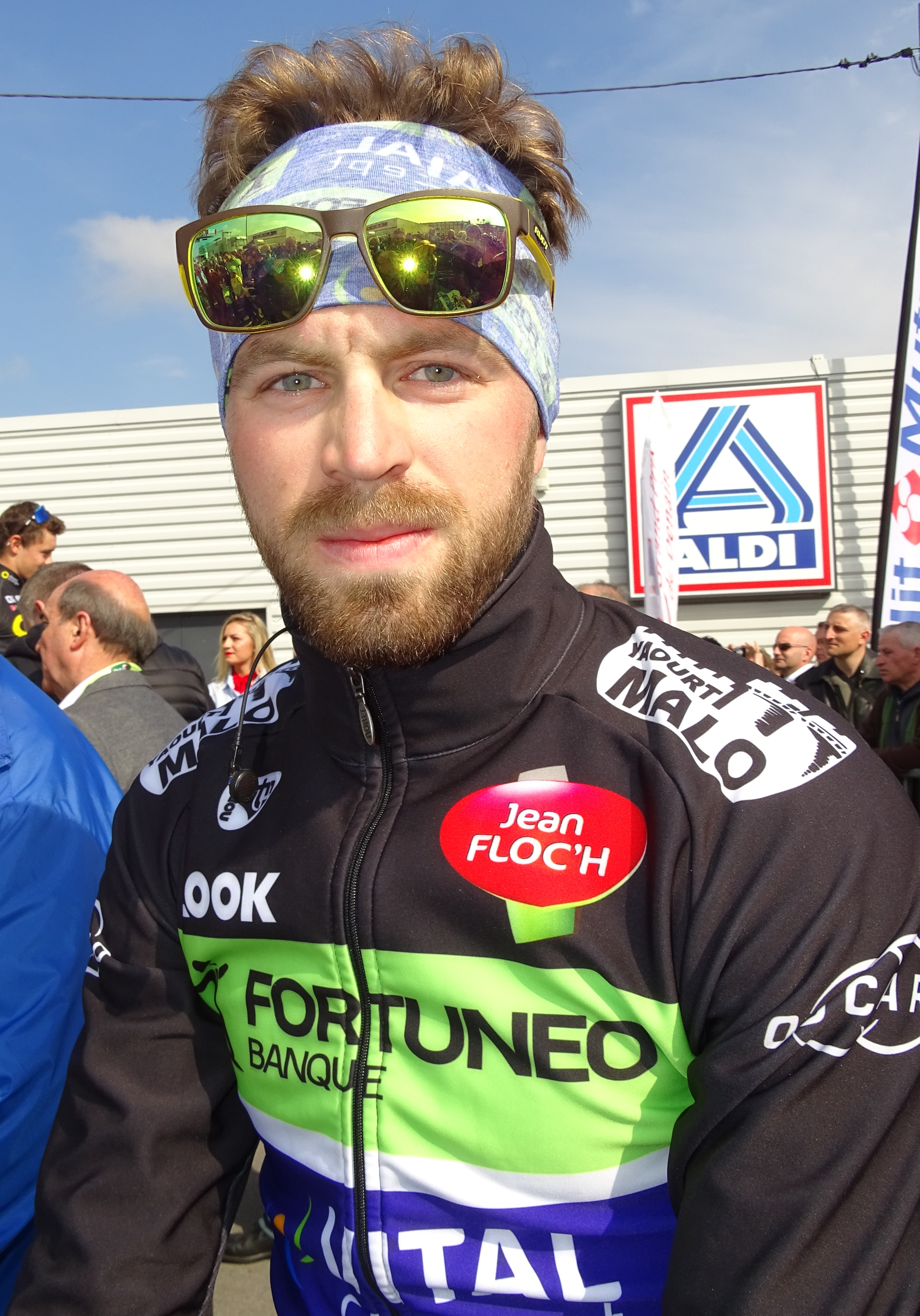
Daniel McLay.
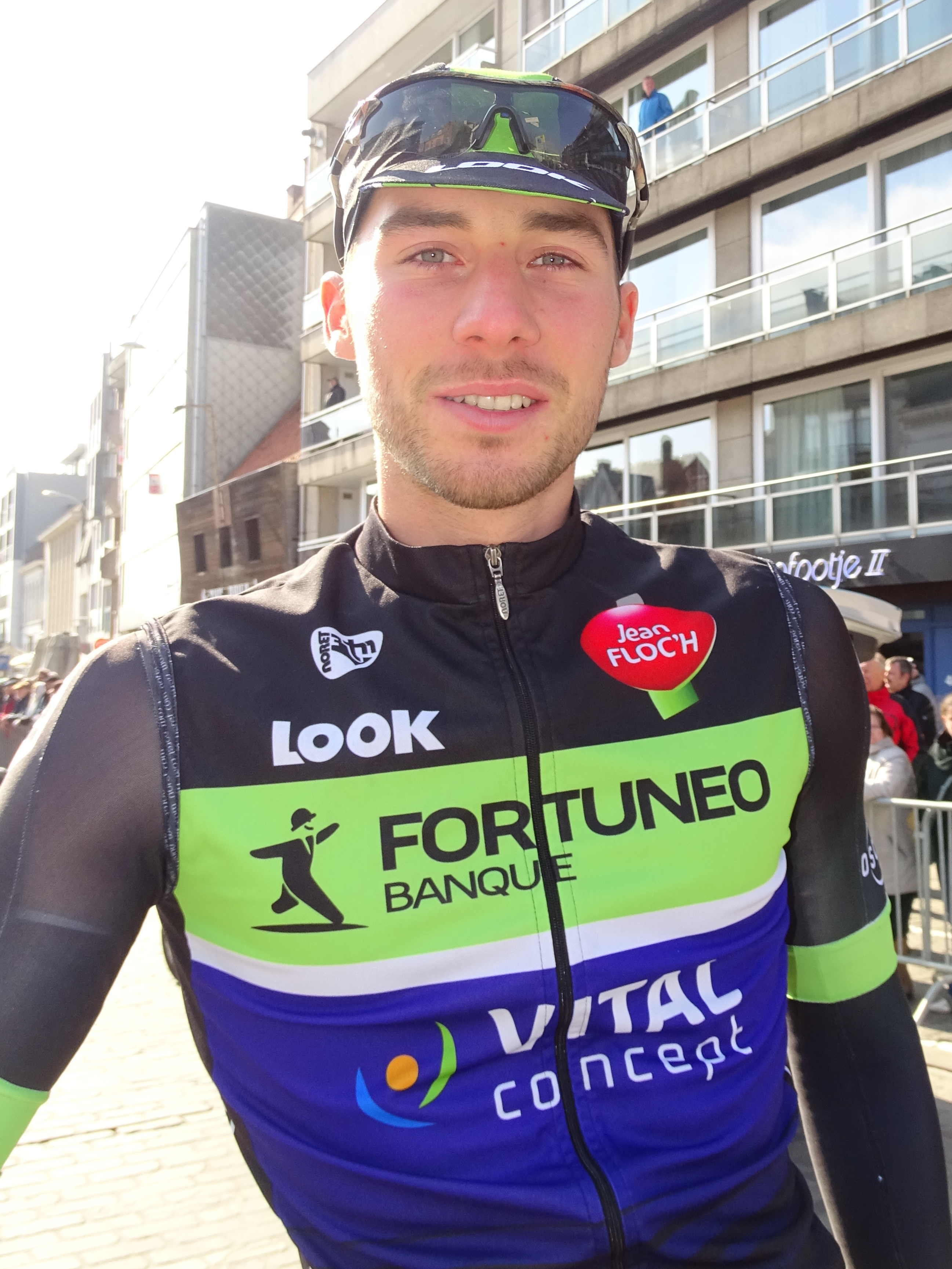
Boris Vallée.

## Bilan de la saison

### Victoires

#### Sur route
| Date       | Course                                | Pays      | Classe | Vainqueur           |
| ---------- | ------------------------------------- | --------- | ------ | ------------------- |
| 21/01/2016 | 4e étape du Tour de San Luis          | Argentine | 2.1    | Eduardo Sepúlveda   |
| 24/01/2016 | 7e étape de la Tropicale Amissa Bongo | Gabon     | 2.1    | Yauheni Hutarovich  |
| 14/04/2016 | Grand Prix de Denain                  | France    | 1.HC   | Daniel McLay        |
| 26/04/2016 | 2e étape du Tour de Bretagne          | France    | 2.2    | Boris Vallée        |
| 29/04/2016 | 5e étape du Tour de Bretagne          | France    | 2.2    | Boris Vallée        |
| 22/05/2016 | Grand Prix de la Somme                | France    | 1.1    | Daniel McLay        |
| 11/06/2016 | 3e étape de la Ronde de l'Oise        | France    | 2.2    | Boris Vallée        |
| 17/06/2016 | 3e étape du Tour de Savoie Mont-Blanc | France    | 2.2    | Pierre-Luc Périchon |
| 24/07/2016 | 2e étape du Tour de Wallonie          | Belgique  | 2.HC   | Boris Vallée        |

#### En cyclo-cross
| Date       | Course                                     | Pays   | Classe | Vainqueur      |
| ---------- | ------------------------------------------ | ------ | ------ | -------------- |
| 02/01/2016 | EKZ CrossTour #5, Meilen                   | Suisse | C1     | Francis Mourey |
| 10/01/2016 | Championnat de France de cyclo-cross       | France | CN     | Francis Mourey |
| 09/10/2016 | Coupe de France de cyclo-cross #1, Gervans | France | C1     | Francis Mourey |
| 06/11/2016 | EKZ CrossTour #3, Hittnau                  | Suisse | C1     | Francis Mourey |

### Résultats sur les courses majeures
Les tableaux suivants représentent les résultats de l'équipe dans les principales courses du calendrier international dans lesquelles l'équipe bénéficie d'une invitation (les cinq classiques majeures et les trois grands tours). Pour chaque épreuve est indiqué le meilleur coureur de l'équipe, son classement ainsi que les accessits glanés par Fortuneo-Vital Concept sur les courses de trois semaines.

#### Classiques
| Classique            | Milan-San Remo | Tour des Flandres | Paris-Roubaix        | Liège-Bastogne-Liège       | Tour de Lombardie |
| -------------------- | -------------- | ----------------- | -------------------- | -------------------------- | ----------------- |
| Coureur (classement) | Non invitée    | Non invitée       | Benoît Jarrier (64e) | Chris Anker Sørensen (73e) | Non invitée       |

#### Grands tours
| Grand tour           | Tour d'Italie | Tour de France          | Tour d'Espagne |
| -------------------- | ------------- | ----------------------- | -------------- |
| Coureur (classement) | Non invitée   | Eduardo Sepúlveda (59e) | Non invitée    |
| Accessits            | -             | -                       | -              |